# 浮梁店 湘水流沙
《浮梁店 湘水流沙》是中国湖南作家索文的一部长篇小说，最早于网易公众号“戏局onStage”上连载，实体书于2024年7月由北京十月文艺出版社推出。该书讲述了孤儿卢磊一成长为巡警，亲历晚清民初社会乱局的故事。曾入选《深圳特区报》2024年第三季度小说十佳。

## 情节
自幼父母双亡的卢磊一由师父杜寅阶推荐成为了长沙小西门警段的三等巡警。他随老巡警老陆学习，成长为警段的柱石，侦破“端履巷命案”、“洋油行连环爆炸案”等案件。期间他也收获了鞭炮商行丫头芬儿的爱情。
卢磊一的义兄陈作新经营一家茶馆，但暗地里参与反清活动。卢磊一在探案中发现了陈作新是革命党，卷入护送党人、军火走私等案，逐步认同革命。1909年，长沙饥民暴动，卢磊一见识了富商与官府的丑恶，妻子芬儿后来死于“青衣匪案”，绝望的卢磊一走向了复仇之路。
1996年，已是百岁老人的卢磊一回到半湘街，开设了茶馆“浮粮店”，向众人讲述过去的故事。

## 风格
小说将历史与虚构相融合，陈作新、焦达峰等人物均为历史人物，对长沙开埠、抢米风潮、萍浏醴起义等事件的描写皆取材于真实史料。作者将卢磊一这一虚构角色的命运嵌入清末民初的革命叙事，小中见大。
近代长沙的市井风貌在书中得到了细致呈现。例如，作者详写“姚婶小炒肉”的食材和烹饪细节，充满地域特色；对半湘街的地理描写体现了历史真实感。另外，小说采用章回体与舞台化分场，赋予文本一种传统说书的韵律。
该书的语言中既引入了长沙话特色，又尽可能做到简洁。短句的应用——比如“椒辣、汤鲜、肉咸、芹脆”，新鲜而有节奏，加强了全书的叙事魅力。

## 主题
小说揭示了普通人在混乱年代的无奈与韧性。卢磊一从普通巡警发展为同情革命，是由于饥荒、腐败、战争等外力的影响。这种被动性，凸显了大时代对小人物的裹挟。
书中描写了长沙的饮食文化、江湖帮派，也表现了革命者的牺牲精神。陈作新与卢磊一的关系体现了市井与革命的交融，也即乱世中“生存”与“理想”的对照。
小说中还以虚实交错的写法，质疑了历史的客观性，强调记忆的主观与流动。书名“浮粱”喻示往事如梦，唯有通过叙事重构，才能多面的反思历史。